# Centaurea vallesiaca
Centaurea vallesiaca là một loài thực vật có hoa trong họ Cúc. Loài này được (DC.) Jord. mô tả khoa học đầu tiên.